# Velvet Darkness They Fear
Velvet Darkness They Fear är det andra studioalbumet med det norska metal-bandet Theatre of Tragedy. Albumet utgavs 1996 av skivbolaget Massacre Records.

## Låtlista
1. "Velvet Darkness They Fear" (instrumental) – 1:05
2. "Fair and 'Guiling Copesmate Death" – 7:05
3. "Bring Forth Ye Shadow" – 6:49
4. "Seraphic Deviltry" – 5:17
5. "And When He Falleth" – 7:08
6. "Der Tanz der Schatten" – 5:29
7. "Black as the Devil Painteth" – 5:26
8. "On Whom the Moon Doth Shine" – 6:15
9. "The Masquerader and Phoenix" – 7:35

- Text: Raymond Rohonyi (spår 2–5, 7–9), Raymond Rohonyi/Gerhard Magin/Tilo Wolff (spår 6)
- Musik: Theatre of Tragedy (spår 1, 2, 4, 7–9), Theatre of Tragedy/Pål Bjåstad (spår 3, 5, 6)

## Medverkande
Musiker (Theatre of Tragedy-medlemmar)
- Raymond Istvàn Rohonyi – sång
- Liv Kristine Espenæs – sång
- Tommy Lindal – gitarr
- Eirik T. Saltrø – basgitarr
- Hein Frode Hansen – trummor
- Lorentz Aspen – piano, synthesizer
- Geir Flikkeid – gitarr

Produktion
- Pete Coleman – producent, ljudtekniker, ljudmix
- Gerhard Magin – ljudtekniker, ljudmix, mastering
- Klaus Wagenleiter – ljudtekniker
- Tom Krüger – ljudtekniker
- R. I. Rohonyi – sångtexter
- Tilo Wolff – text (spår 6)
- Pål Bjåstad – musik (spår 3, 5, 6)
- Johannes Rau – omslagsdesign, foto
- Mattis Bratlebraaten – foto